# 2015年の中華人民共和国
2015年の中華人民共和国 （2015ねんのちゅうかじんみんきょうわこく）では、2015年の中華人民共和国に関する出来事について記述する。

## 最高指導者等
- 中国共産党中央委員会総書記（最高指導者）
  - 第5代: 習近平 （2012年11月15日 - ）
- 国家主席
  - 第7代: 習近平 （2013年3月14日 - ）
- 国務院総理
  - 第7代: 李克強 （2013年3月15日 - ）
- 全人代常務委員会委員長
  - 第9代: 張徳江 （2013年3月14日 - 2018年3月17日）
- 全国政治協商会議主席
  - 第8代: 兪正声 （2013年3月11日 - 2018年3月14日）

## できごと

### 1月
- 1月2日 - ハルビン市道外区1月2日火災事故が発生。

### 6月
- 6月12日 - 中国株の大暴落の始まり。以後1月の間に上海証券取引所のA株の株式時価総額の3分の1が失われた。

### 8月
- 8月12日 -  天津浜海新区倉庫爆発事故。天津市浜海新区にある危険物倉庫で大規模爆発が発生。死者173人、行方不明者8人、負傷者797人。爆発現場から半径2キロメートル圏内にある建物の窓ガラスが割れ、天津港は機能麻痺に陥った。
- 8月22日 - 山東省化学工場爆発事件。山東省淄博市にある化学工場で爆発。同年9月2日の時点で、少なくとも死者5人、負傷者9人。

### 11月
- 11月7日 - シンガポールで中国共産党の習近平総書記と台湾の馬英九総統が歴史的会談。両岸首脳による会談は1949年の分断以来初めて[1][2]。